# Palicourea lehmannii
Palicourea lehmannii là một loài thực vật có hoa trong họ Thiến thảo. Loài này được (K.Schum. & K.Krause) Standl. mô tả khoa học đầu tiên năm 1930.